# Богард (Міссурі)
Богард (англ. Bogard) — місто (англ. city) в США, в окрузі Керролл штату Міссурі. Населення — 167 осіб (2020).

## Географія
Богард розташований за координатами 39°27′29″ пн. ш. 93°31′26″ зх. д. / 39.45806° пн. ш. 93.52389° зх. д. (39.457927, -93.523861).  За даними Бюро перепису населення США в 2010 році місто мало площу 1,41 км², уся площа — суходіл.

## Демографія
Згідно з переписом 2010 року, у місті мешкали 164 особи в 74 домогосподарствах у складі 48 родин. Густота населення становила 116 осіб/км².  Було 94 помешкання (67/км²).
Расовий склад населення:
| - 100,0 % — білих |

До двох чи більше рас належало 0,0 %. Частка іспаномовних становила 3,7 % від усіх жителів.
За віковим діапазоном населення розподілялося таким чином: 18,9 % — особи молодші 18 років, 57,9 % — особи у віці 18—64 років, 23,2 % — особи у віці 65 років та старші. Медіана віку мешканця становила 45,5 року. На 100 осіб жіночої статі у місті припадало 88,5 чоловіків;  на 100 жінок у віці від 18 років та старших — 95,6 чоловіків також старших 18 років.
Середній дохід на одне домашнє господарство  становив 42 914 долари США (медіана — 45 357), а середній дохід на одну сім'ю — 44 778 доларів (медіана — 48 000). За межею бідності перебувало 17,9 % осіб, у тому числі 25,0 % дітей у віці до 18 років та 9,6 % осіб у віці 65 років та старших.
Цивільне працевлаштоване населення становило 81 осіб. Основні галузі зайнятості: освіта, охорона здоров'я та соціальна допомога — 23,5 %, виробництво — 13,6 %, транспорт — 12,3 %.